# Betty Hennings
Betty Mathilde Hennings de soltera Schnell (1850-1939) fue una actriz danesa que ingresó en el Teatro Real de Copenhague como bailarina de ballet pero en 1870 comenzó a actuar, actuando por primera vez en la Escuela de las mujeres de Molière. Más tarde se hizo conocida por sus papeles en las obras de Henrik Ibsen, especialmente como Nora en Casa de muñecas.

## Biografía
Nacida el 26 de octubre de 1850 en Copenhague, Betty Mathilde Schnell era hija del sastre Stig Jørgen Schnell (1816–70) y Regine Sophie Dorothea Schmidt (1819–81). El 25 de julio de 1877, se casó con el editor de música y compositor Henrik Hennings.
Se formó como bailarina de ballet en el Teatro Real de Copenhague bajo la dirección de Auguste Bournonville, quien reconoció su talento y le dio papeles principales, como Hilde en Un cuento popular y la promovió a bailarina solista en 1869. Pero su potencial también fue observado por el dramaturgo Frederik Høedt, quien la animó a convertirse en actriz. Decidió aceptar su oferta, prefiriendo una carrera más relajada en el escenario a la de una bailarina de ballet.

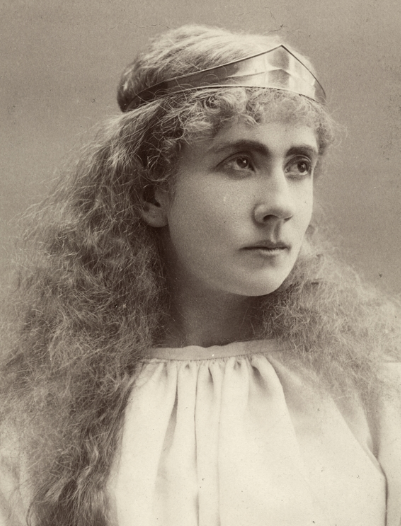
Betty Hennings

Su debut en el teatro fue en 1870 cuando interpretó a Agnès en La escuela de las mujeres de Molière. A medida que maduraba, comenzó a actuar en varias de las obras de Ibsen, como Nora en Casa de muñecas, Hedvig en El pato silvestre, el papel principal en Hedda Gabler y Ellida en La dama del mar. Protagonizó otras obras escandinavas, como las de Bjørnstjerne Bjørnson, Holger Drachmann y Gunnar Heiberg, pero también actuó en varios otros dramas, como Hamlet de Shakespeare, interpretando a Ofelia y luego a Gertrude, y en Maria Stuart de Friedrich Schiller
En la vida posterior, Hennings continuó actuando en las obras de Ibsen, asumiendo roles cada vez más maduros. Uno de sus papeles posteriores fue Clara en Skærmydsler de Gustav Wied. En su retiro en 1908, fue aclamada como la primera dama del Teatro Real. En total, había interpretado 170 papeles en casi 3,000 actuaciones.
Betty Hennings murió el 27 de octubre de 1939 en Gentofte.